# Steve Windolf

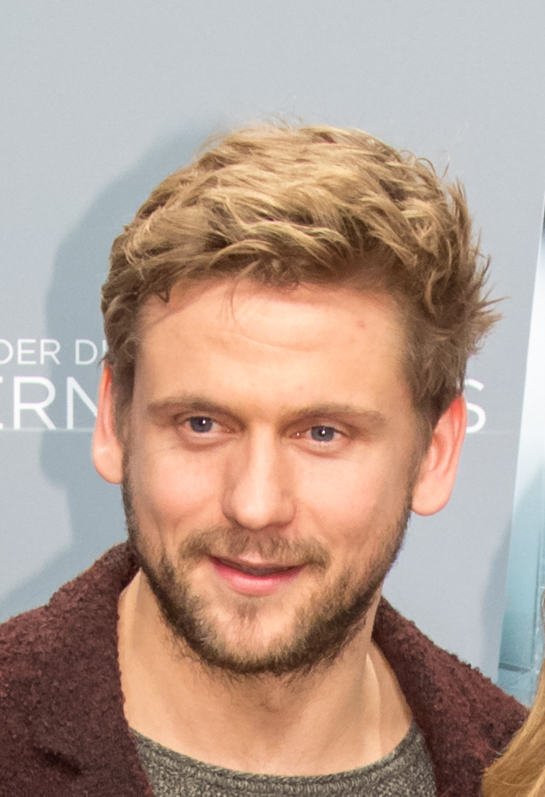
Steve Windolf (2018)

Steve Windolf (bürgerlich: Steve Wrzesniowski; * 7. Januar 1982 in Eisenhüttenstadt) ist ein deutscher Schauspieler.

## Leben und Wirken
Steve Wrzesniowski wuchs in Fürstenwalde/Spree auf. Nach seinen ersten Berufserfahrungen als Kellner, Pinputzer in einer Bowlinganlage, Fußbodenleger und Postbote ging er von 2002 bis 2006 an die Hochschule für  Musik und Theater „Felix Mendelssohn Bartholdy“ in Leipzig. Noch während der Ausbildung verpflichtete der MDR Steve Windolf für die Fernsehserie In aller Freundschaft. Dort machte er in der Rolle des Zivildienstleistenden Sebastian Maier, die er von Januar 2006 (Folge 292) bis Dezember 2007 (Folge 374) spielte, seine ersten Fernseherfahrungen, wurde aber im Vorspann noch mit seinem bürgerlichen Namen (s. o.) genannt.
Es folgten zahlreiche andere Fernsehauftritte und der Kinofilm Nur ein Sommer (2008) an der Seite von Anna Loos. Nach dem Ende seines Studiums bot ihm das ZDF die Rolle des pedantischen Kommissars Daniel Winter in der Fernsehserie SOKO Köln an. Die Serie verließ er im Jahr 2012 nach 92 Folgen in 4 Staffeln. Von 2013 bis 2016 spielte er in der Reihe Polizeiruf 110 im Team Doreen Brasch in fünf Filmen die Rolle des Kriminalobermeister Mautz. Seither ist er in vielen deutschen aber auch internationalen Projekten zu sehen.
Seit einigen Jahren ist Steve Windolf mit der Schauspielerin Kerstin Landsmann liiert. Windolf lebt in Berlin.

## Filmografie
- 2006–2007: In aller Freundschaft (Fernsehserie, 50 Folgen)
- 2006: Tierärztin Dr. Mertens (Fernsehserie, Folge: 1x02 Alarm im Zoo)
- 2007: SOKO Leipzig (Fernsehserie, 1 Folge)
- 2007: Die Liebe ist ein Haus
- 2007: GG 19 – Deutschland in 19 Artikeln
- 2007: Krimi.de (Fernsehserie, 1 Folge)
- 2007: Tatort: Die Anwältin (Fernsehreihe)
- 2008: Geschichte Mitteldeutschlands (Fernsehreihe, 1 Folge)
- 2008: Nur ein Sommer
- 2008–2012: SOKO Köln (Fernsehserie, 92 Folgen)
- 2011–2014: Alarm für Cobra 11 – Die Autobahnpolizei (Fernsehserie, 2 Folgen, verschiedene Rollen)
- 2012: Tatort: Alles hat seinen Preis (Fernsehreihe)
- 2012: Idiotentest
- 2013: Der letzte Bulle (Fernsehserie, Folge 4x07: Zur Kasse, Schätzchen)
- 2013: Doc meets Dorf (Miniserie)
- 2013: Die Frau, die sich traut
- 2013: Polizeiruf 110: Der verlorene Sohn (Fernsehreihe)
- 2014: Frauenherzen
- 2014: Polizeiruf 110: Abwärts
- 2014: Küstenwache (Fernsehserie, Folge 16x17: Ein schmutziges Spiel)
- 2014: Der Kriminalist (Fernsehserie, 1 Folge)
- 2014: Polizeiruf 110: Eine mörderische Idee
- 2014: Der Weg nach San José
- 2015: Drunter und Brüder
- 2015: Starfighter – Sie wollten den Himmel erobern
- 2015: Polizeiruf 110: Wendemanöver
- 2016: Ku’damm 56 (Mehrteiler)
- 2016: Das Geheimnis der Hebamme
- 2016: Polizeiruf 110: Endstation
- 2016: Seitenwechsel
- 2017: Der 7. Tag
- 2017: Genius (Fernsehserie, 1 Folge)
- 2017: Out of Control
- 2018: Tatort: Mord ex Machina
- 2018: Cecelia Ahern: Ein Moment fürs Leben (Fernsehfilm)
- 2018: Entdecke die Mandy in dir
- 2018: Sankt Maik (Fernsehserie, 1 Folge)
- 2018: Deutsch-Les-Landes
- 2018: Schattengrund – Ein Harz-Thriller
- 2019: Tatort: Das verschwundene Kind
- 2019: Pastewka (Fernsehserie, mehrere Episoden)
- 2019: Preis der Freiheit (Dreiteiler)
- 2019: Bonusfamilie (Fernsehserie)
- 2020: Ein Sommer an der Moldau
- 2020: Verunsichert – Alles Gute für die Zukunft
- 2021: Letzte Spur Berlin (Fernsehserie, 2 Folgen)
- 2021: Väter allein zu Haus: Andreas (Fernsehfilm)
- 2022: Die Toten vom Bodensee – Unter Wölfen (Fernsehreihe)
- 2022: Neuland (Fernsehserie)
- 2023: Der Bremerhaven-Krimi – Tödliche Fracht (Fernsehfilm)
- 2024: Neuer Wind im Alten Land: Beke wirbelt auf (Fernsehreihe)
- 2024: Neuer Wind im Alten Land: Gestrandet (Fernsehreihe)
- 2025: Der Bergdoktor (Fernsehserie, Folge: Kindeswohl)
- 2025: Neuer Wind im Alten Land: Erntezeit (Fernsehreihe)
- 2025: Neuer Wind im Alten Land: Stolz und Vorurteil (Fernsehreihe)